# Fabián Coronel
Fabián Horácio Coronel , mais conhecido como Coronel (González Catán, 29 de junho de 1987), é um futebolista argentino que atua como volante e lateral-direito. Atualmente, defende o Deportivo Santamarina.

## Carreira
Começou a carreira no Vélez Sarsfield e depois passou por outros clubes até que assinou com o Instituto de Córdoba.
Tem no currículo passagens por outros pequenos clubes argentinos como Tiro Federal de Rosário e Hurácan de Tres Arroyos, pelo paraguaio Sportivo Luqueño e por clubes da Bósnia e Herzegovina. Promissor, Coronel já foi convocado pelas seleções sub-17 e sub-20 da Argentina. Apesar de ser volante de origem, pode atuar como zagueiro ou como lateral-direito.
No segundo semestre de 2013, estava em teste no Sport, mas acabou não agradando o técnico e assinou com o rival Santa Cruz.

## Títulos
Santa Cruz
- Campeonato Brasileiro - Série C: 2013